# Smithville, Oklahoma
Smithville är en kommun (town) i McCurtain County i Oklahoma. Vid 2020 års folkräkning hade Smithville 77 invånare.